# Festival da Banana de Trairão
Festival da banana de Trairão é um evento cultural-econômico no oeste do Estado do Pará, no município de Trairão, iniciado em 1997 com principal objetivo de promover a valorização do agricultor produtor de banana, através da exposição e venda de produto aos visitantes, fomentando o turismo no município, a geração de emprego e renda das famílias de agricultores da região Inicialmente chamado de Feira da Banana, em 2009 a feira foi transformada em festival (FEBAT).
Sendo reconhecido como patrimônio cultural de natureza imaterial do Estado do Pará pela Assembléia Legislativa do Estado do Pará (Lei n° 7.540, autoria do deputado estadual Aírton Faleiro).
A programação formada por: apresentações culturais grupos folclóricos que representam os três tipos de banana: roxa, amarela e verde, onde cada grupo apresenta uma candidata; desfile e escolha da "Rainha Febat" e “Miss Banana”; desfile para demonstração das roupas confeccionadas com a fibra da bananeira; atividades desportivas como: corrida, ciclismo e futebol; Cursos e palestras, e; Competições relacionadas as produção de banana.